# 나가토촌 (히로시마현)
나가토촌(永渡村)은 히로시마현 진세키군에 있던 촌이다. 현재의 진세키코겐정에 해당한다.

## 역사
- 1889년 4월 1일 - 정촌제 시행에 의해 진세키군 나가토촌이 성립하였다.
- 1919년- 나가토우체국 개설
- 1924년 - 수력발전용 다이샤쿠가와댐이 완공되었다.
- 1955년 3월 31일 - 진세키정에 편입해 폐지되었다.

## 참고문헌
- 角川日本地名大辞典 34 広島県
- 『市町村名変遷辞典』東京堂出版、1990年。